# Martinet blanc americà
El martinet blanc americà (Egretta thula) és una espècie d'ocell de la família dels ardèids (Ardeidae) que habita aiguamolls, llacs, estanys, llacunes i manglars d'ambdues Amèriques. Habita gran part de l'est i oest dels Estats Units, Amèrica Central, Antilles i gran part de Sud-amèrica fins al centre de Xile i de l'Argentina, faltant de la serralada dels Andes. Les poblacions septentrionals migren cap al sud a l'hivern.